# Bora Đorđević
Borisav "Bora" Đorđević (cirill betűs szerb írással: Борисав-Бора Ђорђевић), becenevén Bora Čorba (Бора Чорба) (Čačak, 1952. november 1. – Ljubljana, 2024. szeptember 4.) szerb énekes, dalszerző és szövegíró, a Riblja čorba együttes frontembere.

## Élete

### Fiatalkora
13 évesen alakította meg az első együttesét Hermelini néven, melynek tagjai voltak: Borko Ilić (gitár), Prvoslav Savić (ritmusguitar), Aca Dimitrijević (dob) és Bora Đorđević (basszusgitár). Zenéjüket többnyire a zágrábi Roboti nevű zenekar inspirálta. Bora két évvel később ritmusgitárra váltott, és elkezdte írni saját dalait. Egyik legkorábbi szerzeményét, a "Moje tuge"-t később a Suncokret Moje bube című albumán rögzítették. A Hermelini után számos különböző zenekarban játszott, ezek között volt a PORS (Poslednji Ostatak Romantičnog Sveta) is, melynek tagja volt Radomir Mihajlović Točak gitáros. Ez idő tájt Đorđević és barátai lakásokat fosztogattak, a szerzett pénzből pedig hangszereket vásároltak. Három évvel később tartóztatták le őket, az akciók eredményeképpen Đorđević egy hetet töltött a börtönben, középiskolájából pedig eltanácsolták. Szülei úgy döntöttek hogy Belgrádba költöznek, fiuk pedig egy ottani gimnázium tanulója lett. Később szerepet kapott a Jézus Krisztus szupersztár c. rockoperában, mint apostol, valamint több színdarabban is feltűnt.

### Zajedno
Az 1970-es évek elején megalakította a Zajedno (Együtt) nevű együttest, melyben három női vokalista is helyet kapott: Ivana Kačunković és a Stefanović nővérek: Vukica és Gordana, valamint tagja volt még Đorđe Petrović billentyűs. A zenekar a Bonton c. színdarabhoz valamint rádióműsorokhoz komponált zenét. Az első kislemezükön szereplő "Vizija" és a "Goro moja" dalok hozták meg a népszerűséget az együttes számára. Đorđević a Zajedno tagjaként a Belgrádi Rádió Veče uz radio c. műsoránál is dolgozott mint riporter és a Sivacban tartott könnyűzenei fesztiválokról is tudósított. Egyidejűleg a Džuboks magazin számára is írt cikkeket a jugoszláv rockzenei életről, valamint reklámdalokat szerzett a Beograd 202-nek és a Studio B-nek.

### Suncokret
1974 végén kilépett a Zajednoból, következő év januárjában pedig megalakította a Suncokret (Napraforgó) nevű akusztikus rockzenekart. Sikereiket folk-rock stílusú dalokkal és a Đorđević által írt szellemes dalszövegeiknek köszönhették. Zoran Modli lemezlovassal közösen is jelent meg kislemezük Hajduk Stanko i Jataci név alatt, amely a "Na putu za Stambol" és az "Anđelija, čuvaj se Turaka" számokat tartalmazta, másik kislemezükön pedig a "Rock and roll duku duku" és a "Gili, gili bluz" dalok szerepeltek, ezt Zoran Modli i Suncokret néven adták ki. Később még három kislemez anyagát vették fel, és elkészítették Moje bube című albumukat.

### Rani mraz
Đorđević otthagyta a Suncokretet is, mikor az együttes nem volt hajlandó a "Lutka sa naslovne strane" c. dalát eljátszani. Ezután elfogadta Đorđe Balašević meghívását és egy korábbi Suncokret-taggal, Bilja Krstić-csel közösen átigazolt Balašević együttesébe, a Rani mrazba. A zenekarhoz Verica Todorović énekes is társult. Gyakran felléptek Belgrádban az egyik helyi kulturális központban, Đorđević előadta a "Lutka sa naslovne strane", a "Mirno spavaj" és a "Zvezda potkorvlja i suterena" c. dalokat (ezek később mind a Riblja čorba Kost u grlu c. első lemezén jelentek meg), Balašević pedig vicces történetekkel szórakoztatta a közönséget. Ezzel a felállással vették fel a híres "Računajte na nas" című dalt, mely egyhamar a jugoszláv ifjak himnusza lett. Kislemezük is jelent meg, rajta az "Oprosti mi, Katrin" és a "Život je more" c. számokkal.

### A Riblja čorbával
Csupán 45 napi közös munka után hagyta ott a Rani Mraz zenekart. Miután visszatért Belgrádba, megalakította a Riblja čorbát Miša Aleksić, Rajko Kojić és Vicko Milatović tagokkal. Első nagylemezek, a Kost u grlu hatalmas siker volt, és néhány hónap leforgása alatt népszerűvé tette az együttest. Azonban Đorđević alkoholizmusa és provokatív dalszövegei miatt megítélése viták tárgya volt. A mai napig az együttes frontembere és zenekarvezetője.

### Szólókarrier
Đorđevićnek Arsen Dedićcsel közös Terazije Színházbeli 1987-es fellépésének gyümölcse az Arsen & Bora Čorba Unplugged `87 című bootleg lemez. Az 1988-ban megjelent Bora priča gluposti költői estjének felvételét tartalmazza. 1996-ban jelent meg a Njihovi dani című lemeze, melyből Milošević-ellenes állásfoglalásának ad hangot.
Szülővárosában, Čačakon az egyik városrész Borislav Đorđević nevét vette fel 2019. május 12-én.

## Szólólemezei
- Arsen & Bora Čorba Unplugged `87 (1987) - Arsen Dedićcsel közösen
- Bora priča gluposti (1988)
- Njihovi dani (1996)